# Emil Maier (Politiker)
Emil Maier (* 11. August 1876 in Dunningen; † 14. August 1932 in Freudenstadt) war ein deutscher Politiker (SPD).

## Leben
Emil Maier wurde als Sohn eines Müllers geboren. Nach dem Volksschulabschluss 1890 in Dunningen und dem Besuch des Gymnasiums in Rottweil begann er 1893 eine Schriftsetzerlehre, die er mit der Gesellenprüfung abschloss. Während seiner Lehrzeit war er in den Buchdruckerverband eingetreten, für den er sich in der Folgezeit engagierte. Im Anschluss an seine Ausbildung ging er zunächst auf Wanderschaft in Süddeutschland und in der Schweiz. Danach leistete er von 1897 bis 1899 Militärdienst beim 7. Badischen Infanterie-Regiment Nr. 142 in Mülhausen. Von 1899 bis 1904 arbeitete er als Schriftsetzer, ab 1901 in Mannheim, wo er von 1904 bis Dezember 1907 als Redakteur bei der Volksstimme tätig war. Er trat 1893 in die SPD ein und wurde von Januar 1908 bis 1919 als Parteisekretär der Sozialdemokraten in Heidelberg beschäftigt. Von 1914 bis 1917 nahm er als Soldat beim 1. mobilen Landsturmbataillon am Ersten Weltkrieg teil. 1916 wurde er schwer verletzt.
Maier war von 1909 bis 1913 Mitglied der Zweiten Kammer der Badischen Ständeversammlung im Großherzogtum Baden. Von 1912 bis 1931 war er Stadtrat in Heidelberg und dort von 1919 bis 1931 Direktor des Städtischen Wirtschaftsamtes. Des Weiteren fungierte er ab 1920 als Aufsichtsratsmitglied des Badenwerkes.
Während der Novemberrevolution und danach bis 1919 war Maier Vorsitzender des Heidelberger Arbeiter- und Soldatenrates sowie Mitglied des Landesausschusses der Arbeiter- und Soldatenräte in Baden. Im Januar 1919 wurde er in die Verfassunggebende Landesversammlung der Republik Baden gewählt und in den folgenden Jahren war er bis zu seinem Tode Abgeordneter des Badischen Landtages. Dort bekleidete er von April 1919 bis Juni 1931 die Funktion als Erster Vizepräsident. Von 1919 bis 1931 war er Mitglied des Vorstandes der SPD-Landtagsfraktion, deren Vorsitz er von 1928 bis 1931 übernahm. Bei der Reichstagswahl im Juni 1920 hatte er erfolglos für den Reichstag kandidiert.
Maier war vom 23. November 1925 bis zum 23. November 1926 sowie vom 20. November 1929 bis zum 26. Juni 1931 Staatsrat in der Badischen Regierung. Vom 26. Juni 1931 bis zu seinem Tode amtierte er als Innenminister des Landes. Während seiner Abgeordneten- und Ministertätigkeit hatte er sich zahlreicher Anfeindungen durch die Nationalsozialisten zu erwehren.
Emil Maier war seit 1890 mit Elisabeth Ottmann verheiratet und hatte eine Adoptivtochter.

## Ehrungen
- 1946: Emil-Maier-Straße in Heidelberg-Bergheim[1]